# Deltoclita rubra
Deltoclita rubra là một loài nhện trong họ Thomisidae.
Loài này thuộc chi Deltoclita. Deltoclita rubra được Cândido Firmino de Mello-Leitão miêu tả năm 1943.